# Iturissa
Iturissa était une ville romaine du nord-ouest de l'Espagne dans la province d'Hispania Tarraconensis, aujourd'hui province et communauté autonome de Navarre. Iturissa a été mentionnée par Ptolémée au IIe siècle comme « une ville des Vascons ».

## Histoire
Le nom Iturissa est la latinisation d'un mot basque Iturritza, signifiant source ou fontaine,.
Il a été mentionné dans l'Itinéraire Antonin comme l'emplacement d'un mansio sur la route Ab Asturica Burdigalam, qui allait d'Asturica Augusta à Burdigala. La ville a été habitée entre le premier et le quatrième siècle de notre ère, date à laquelle elle a été abandonnée. Elle est située sur ce qu'on appelle la bidezarra (ancienne route), qui est un contournement abandonné de l'actuel Chemin de Saint-Jacques-de-Compostelle, qui suit principalement le tracé de la voie romaine.
En 2011, la photographie aux rayons X et les fouilles ont définitivement placé Iturissa à proximité du village actuelle d'Auritz et Aurizberri.
Des fouilles archéologiques par le Museum of London Archaeology (MOLA) et Aranzadi, une association scientifique basque, sont en cours depuis 2020.